# Boronia algida
Boronia algida es una especie de arbusto perteneciente a la familia de los cítricos. Es originaria de Australia.

## Descripción
Es un arbusto ramificado que alcanza un tamaño de 0,3-1,5 m de altura, las ramitas ± pubescentes, a menudo glandular-verrugosas, las ramitas jóvenes de color rojo. Las hojas son pinnadas con 5-9 hojas (normalmente 5), el folíolo terminal más corto; raquis de 2-12 mm de largo, con alas, foliolos ± espatulados, de 3-7 mm de largo, 2-4 mm de ancho, el ápice redondeado y mucronado, los márgenes enteros y encorvados, glabras y ± glandular-verrugosas, la superficie inferior más pálida; pecíolo 1-4 mm de largo. Las inflorescencias son terminales, con 1-3-flores, pero por lo general tiene flores solitarias, con pedicelos de 2-3 mm de largo. Cáliz glabro. Pétalos 3-6 mm de largo, fruta valvada, de color blanco a rosa brillante, glabra.

## Distribución y hábitat
Crece en el caluroso y seco bosque esclerófilo en el suelo arenoso sobre el granito, sobre todo en altitudes más altas al sur de parque nacional Montes Gibraltar en Nueva Gales del Sur.

## Taxonomía
Boronia algida fue descrita por Ferdinand von Mueller y publicado en Transactions of the Philosophical Society of Victoria 1: 100, en el año 1855.